# Michael Parks
Michael Parks, ursprungligen Harry Samuel Parks, född 24 april 1940 i Corona, Kalifornien, död 9 maj 2017 i Los Angeles, Kalifornien, var en amerikansk skådespelare.
Han har gjort sig kanske främst känd i rollen som Texas Ranger Earl McGraw, som förekommer i både From Dusk Till Dawn (av Quentin Tarantino) och i Planet Terror (av Robert Rodriguez), samt för sina roller i Tarantinos filmer Death Proof och Kill Bill: Volume 1.
Han är far till skådespelaren James Parks.

## Filmografi (urval)
- 1966 – Bibeln... i begynnelsen
- 1969–1970 – Then Came Bronson (TV-serie) (27 avsnitt)
- 1990–1991 – Twin Peaks (TV-serie) (fem avsnitt)
- 1994 – Death Wish V: The Face of Death
- 1996 – From Dusk Till Dawn
- 2000 – From Dusk Till Dawn 3
- 2003 – Kill Bill: Volume 1
- 2004 – Kill Bill: Volume 2
- 2007 – Planet Terror
- 2007 – Death Proof
- 2010 – Smokin' Aces 2: Assassins' Ball
- 2011 – Red State
- 2012 – Argo
- 2012 – Django Unchained
- 2014 – Tusk